# Карпилов, Юрий Соломонович
Юрий Соломонович Карпилов, (21 марта 1931 — 21 сентября 1977) — советский фитофизиолог. Доктор биологических наук (1973), профессор (1977). Первооткрыватель С4-пути фотосинтеза растений.

## Биография
Окончил Казанский сельскохозяйственный институт (КСХИ) в 1953 году. В 1953—54 годах работал корреспондентом республиканских газет Татарской АССР в Тетюшах, в 1954—56 годах — первый секретарь Тетюшского райкома ВЛКСМ. В 1957 году поступил в очное отделение аспирантуры Казанского сельскохозяйственного института. Широкое внедрение в советское сельское хозяйство в конце 50-х годов кукурузы послужило стимулом к изучению фотосинтетического метаболизма именно этого растения. Новейший в то время метод «меченого» углерода Карпилов смог применить благодаря сотрудничеству с лабораторией биофизики КГУ, руководимой тогда И. А. Тарчевским. Исследуя влияние уменьшения листовой поверхности растения и уровня азотного питания на фотосинтез и продуктивность кукурузы, Ю. С. Карпилов обнаружил у кукурузы неизвестный ранее способ фиксации углерода при фотосинтезе, отличный от цикла Кальвина. В процессе фотосинтеза кукурузы первичными продуктами оказались соединения, содержащие 4 атома углерода (яблочная и аспарагиновая кислоты). Первым отчётом о сделанном открытии стала публикация в 1960 году в «Трудах Казанского сельскохозяйственного института». После окончания аспирантуры Ю. С. Карпилов работал в КСХИ в должности ассистента и продолжал исследование открытого им процесса, а в 1962 году защитил кандидатскую диссертацию на тему «Влияние уменьшения ассимиляционной площади и условий азотно-фосфорного питания в начале вегетации на некоторые физиологические процессы и урожайность кукурузы». В 1961 году на V Международном биохимическом конгрессе в Москве он доложил научной общественности результаты своего исследования, однако оно было воспринято с большим недоверием и скептицизмом, поскольку противоречило теории фотосинтеза, изложенной в работах М. Кальвина, получившего незадолго до этого Нобелевскую премию. Не находя поддержки, Ю. С. Карпилов был вынужден в 1962 году уехать в Тирасполь, где до 1972 года работал заведующим лабораторией изотопов и биохимии фотосинтеза Молдавского НИИ орошаемого земледелия и овощеводства (МНИИОЗиО). В эти годы он показал, что подобным типом фотосинтеза обладают многие другие растения. В 1972 году Ю. С. Карпилов защитил в Казанском университете докторскую диссертацию, в основном посвящённую исследованию кооперативного фотосинтеза. С 1972 года работал в Институте фотосинтеза АН СССР (г. Пущино), с 1974 года — заведующий лабораторией углеродного метаболизма, в этот период занимался исследованиями механизма фотодыхания — физиологического процесса, значительно влияющего на продуктивность и урожайность многих сельскохозяйственных культур.
Трагически погиб в дорожном происшествии в 1977 году.

## Основные труды
Основные труды Ю. С. Карпилова в области изучения механизмов фотосинтеза и дыхания растений.